# Wolfgang Seligo
Wolfgang Seligo (*  7. Dezember 1968 in Wien) ist ein österreichischer Jazzpianist und Musikproduzent. Er selbst bezeichnete seine Darbietungen als Alternative Jazz und versteht darunter eine Mischung aus Jazz, moderner Klassik, Ethno und Punk.

## Leben und Wirken
Nach einem Jazz-Studium in Wien sammelte Seligo Erfahrung als Komponist, Produzent und Musiker für Soulmusik, Medienmusik (Fernsehen/Radio) und im Weltmusikbereich (Ziryab gemeinsam mit Dhafer Youssef). Neben seinen Jazzauftritten am Klavier im Duett (z. B. mit Sängerin Ramona Steiner bzw. Cellistin Rina Kacinari) oder als Solist gründete er Anfang 2004 das Seligo Jazz Quartet. Er spielte damit und als Solokünstler Konzerte im In- und Ausland (z. B. Marokko, USA). Neben Auftritten auf internationalen Festivals und in Clubs kam es auch zu Aufführungen an ungewöhnlichen Orten: auf dem Roten Platz in Moskau, in der Verbotenen Stadt in Peking, in afrikanischen Kulturhäusern. Auch hatte er Konzertreisen in die USA.
Anschließend an die Solo-CD Alternative Jazz Piano (2009) erschien ein gleich lautender Notenband für bis zu 4 Klavieren, welcher in der Steinway-Galerie in Salzburg mit mehreren Pianisten uraufgeführt wurde. Seit 2013 spielt Seligo auch im Trio (Peter Strutzenberger, Heimo Wiederhofer bzw. Karl Sayer). 2018 erfolgte anlässlich des 70 Jahre Franz Lehar Festivals in Bad Ischl eine Aufführung der Komposition „Sophie“. 
Seit 2008 ist er auch Dozent am Konservatorium Vienna Music Institute.
Seit 2020 ist er bei der Austrian Composers Association (ehemals Komponistenbund) Vorsitzender der Fachgruppe Jazzkomposition und initiierte den Wettbewerb Austrian Composers Young Jazz Award, welcher seit 2022 stattfindet.

## Diskographische Hinweise
- Wolfgang Seligo: Solo Klavier, Alternative Jazz Piano (2009)
- Seligo/Strutzenberger/Wiederhofer: Jazz Trio (2013)
- Wolfgang Seligo Jazz Trio: Live in Ljubljana (2022)

## Filmografie
- ICH WEISS. Das Jalousienballet. Wolfgang Seligo hat zum 70. Geburtstag der Volkshochschule Hietzing ein Stück komponiert. Wien 2017. Online youtube.com 4:15min